# Sveriges monarki
Den här artikeln handlar om den svenska monarkins institutionella roll. För den nuvarande kungafamiljen, se Svenska kungafamiljen. För den ätt som nuvarande kungafamilj tillhör, se Bernadotte. För en lista över ämbetsinnehavare, se Lista över Sveriges regenter.
Sverige är en konstitutionell monarki med en kung eller regerande drottning som landets statschef. Sedan Västerås arvförening år 1544 är Sverige en arvmonarki. Tronföljden regleras i successionsordningen, som är en av Sveriges grundlagar. Nuvarande successionsordning antogs 1810 och innebar ursprungligen att tronen skulle ärvas av manliga ättlingar till den utvalde kronprinsen, sedermera kung Karl XIV Johan. I successionsordningens gällande lydelse sedan 1980 ärvs tronen av såväl manliga som kvinnliga ättlingar till Carl XVI Gustaf. Äldre syskon och deras ättlingar har företräde framför yngre syskon och deras ättlingar.
Under nuvarande regeringsform är statschefsämbetet av ceremoniell och representativ art. Den verkställande makten i Sverige tillkommer regeringen och Sveriges statschef har sedan den 1 januari 1975 inga befogenheter vad beträffar riksstyrelsen. Innehavaren av Sveriges tron har två roller; Sveriges statschef och överhuvud för det kungliga huset. Organisationen som biträder statschefen heter Kungliga Hovstaterna, med dess chef riksmarskalken.

## Historia

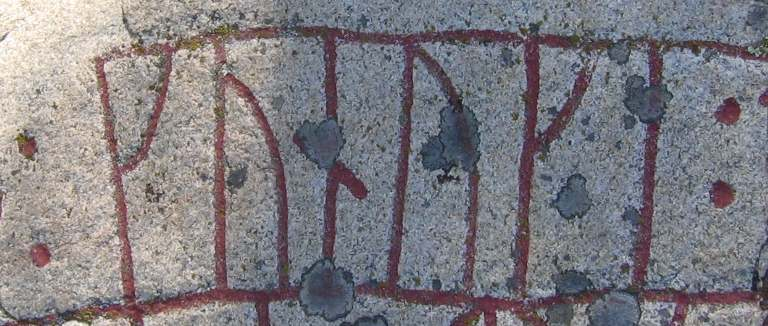
Kunuki, eller konungi, är den fornnordiska dativformen av konungr, ’kung’. Texten syftar på Håkan Röde och återfinns på runstenen U 11.

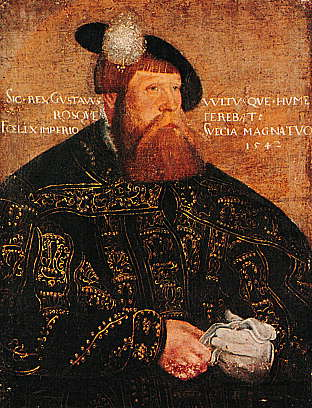
Kungen Gustav I (Vasa) införde det svenska arvkungadömet.

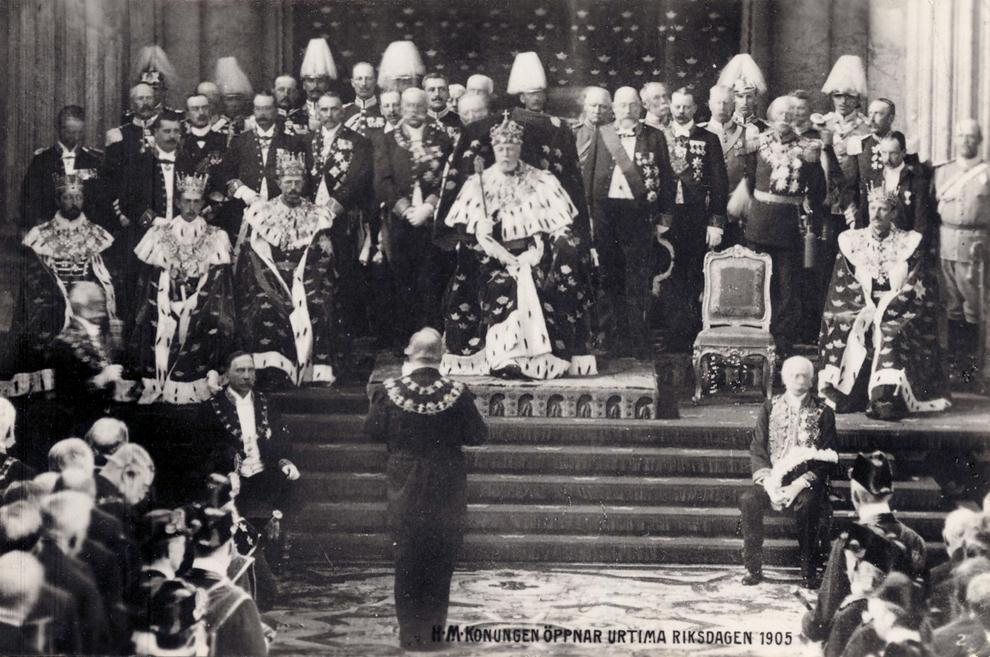
Oscar II på tronen vid riksdagens högtidliga öppnande 1905, bakom honom står medlemmarna i Konungens stora vakt.

Av de i dag existerande monarkierna i världen är monarkin i Sverige en av de äldsta. Under det första århundradet skrev historikern Cornelius Tacitus att svionerna (namnet är besläktat med svear) hade en kung. Vilken makt han hade, och vilken form av rike denne kung härskade över, är okänt. Fram till de historiska svenska kungarna (Erik Segersäll och framåt) är historien föga känd utöver vad som redovisas i sagalitteraturen, vilka anses vara otillförlitliga som historisk källa (se Svenska sagokungar). Antalet monarker har från 1000-talet uppgått till fler än 70 personer som kan anges vid namn. Enligt Adam av Bremen så hade kungarna under 1000-talet en roll i samhället som påminde om de romerska konsulerna eller diktatorerna.
Under medeltiden valdes svenska kungar av stormännen. Med Upplandslagen 1296 författades den första svenska Konungabalken med stadganden om Sveriges regent och monarki. I Svealand skedde valen vid Mora stenar. På 1330-talet skrevs de flesta svenska landskapslagarna ner, med lagar som hade med monarkin och lydnaden inför kungen att göra, men de har uppstått under en äldre tid. Sveriges monark ingick personalunion under flera perioder, främst under Magnus Eriksson, som också författade stadslagen och landslagen genom vilka han styrde riket. 1397 ingick Sverige i Kalmarunionen, varunder de ingående länderna hade nationella riksråd men styrdes av en gemensam monark. Från denna tid finns de äldsta bevarade beläggen för regale, i synnerhet bergsregale med olika bergsprivilegium utfärdade.
När Kalmarunionen upplöstes valdes Gustav Vasa till Sveriges kung. Han införde arvkungadöme med agnatisk tronföljd, vilket innebär att den förstfödde sonen får ärva tronen. Detta infördes genom ett riksdagsbeslut i Västerås 1544. Under Gustav Vasas efterträdare kom makten att delas mellan riksdagen, riksrådet och monarken, fram till 1680, då kung Karl XI gjorde sig enväldig.
Efter Karl XII:s död följde den så kallade frihetstiden, då det kungliga enväldet upphävdes i lag och makten för första gången låg helt hos riksdagen som var uppdelad i olika politiska partier (men utan folkval eller demokrati i modern mening) såsom hattarna och mössorna. Monarkernas ställning var svag och landet styrdes till stor del av riksdagen. Perioden avslutades med att Gustav III genomförde sin statsvälvning 1772, vilket på nytt delar makten mellan kungen och riksdagen. I och med införandet av förenings- och säkerhetsakten under Riksdagen 1789 utökades kungens makt betydligt, även om riksdagen hade befogenhet att godkänna skatter. Denna ordning kvarstod fram till Gustav IV Adolfs avsättning år 1809. 1809 års regeringsform avslutade alltså detta kungliga envälde, och sedan dess har den svenske monarkens makt minskat och monarkin konstant varit konstitutionell. Kungen hade kvar några politiska befogenheter fram till parlamentarismens genombrott vid tiden för första världskriget. Kungens personliga hantering av borggårdskrisen (1914) anses vara det sista reella försöket till en mer betydelsefull maktutövning från Sveriges tron.
Formellt sett hade kungen maktbefogenheter ända fram till 1975, då nya regeringsformen trädde i kraft. Sedan dess har kungahuset huvudsakligen tjänstgjort i ceremoniella uppdrag. 1980, tre år efter prinsessan Victorias födelse (1977), ändrades successionsordningen så att Sverige tillämpar full kognatisk tronföljd. Förarbetet till lagen påbörjades emellertid redan 1976 och första omröstningen ägde rum 1979, före Carl Philips födelse. Victoria blev därmed kronprinsessa och Sverige det första landet i världen att införa lika rätt till tronen för både kvinnliga och manliga tronföljare. Lagen gäller sedan prins Bertils död endast Carl XVI Gustafs ättlingar. Prins Carl Philip, som redan hade fötts som kronprins 1979, flyttades för den nya ordningens skull ned till andra plats i tronföljden.

### Sveriges historia
Författaren och historikern Erik Gustaf Geijer konstaterade att ”Sveriges historia är dess konungars”. Det kända citatet är dock inte är helt korrekt återgivet utan han skrev följande: 
Nationen, i sig sjelv svår att röra, utom till omedelbart sjelvförsvar, har, ovillig och beundrande, motsträfig och elskande, liksom genom våldsam hänförelse, följt sina Gustafer och Karlar till seger, till ära, till undergångens brant. Det är hvarken beröm eller tadel. Men så är det. Och då jag skrifver svenska folkets historia, känner jag bättre än någon, att det är dess konungars.

## Monarkens ämbetsuppgifter
Monarkens uppgifter regleras ytterst av grundlagarna. Med 1974 års regeringsform, som trädde i kraft den 1 januari 1975, fråntogs den svenske monarken nästan alla de tidigare grundlagsenliga befogenheterna enligt 1809 års regeringsform som, åtminstone i teorin, var mycket omfattande eftersom de gav kungen all verkställande makt (villkorat att statsrådet hördes och deltog i beslut), krigsmaktens högste befälhavare, och delad lagstiftningsmakt med Riksdagen. I takt med att parlamentarismen etablerades under 1900-talet så var den gamla regeringsformens bestämmelser i många avseenden att likna med en död bokstav eftersom det hade vuxit fram andra styrande normer vid sidan av den dåvarande regeringsformen. Många av monarkens tidigare politiska uppgifter fördes över på riksdagens talman, statsministern eller regeringen kollektivt. Lagar och förordningar i Sverige efter 1975 promulgeras av statsministern eller ett statsråd ”på regeringens vägnar” helt utan statschefens medverkan.
| ”                                                                              | Det har ankommit på beredningen att ange statschefens ställning i en modern grundlag. Efter ingående överläggningar nådde beredningens ledamöter fram till en gemensam ståndpunkt i de väsentliga frågorna rörande statschefens ställning. I den allmänna debatten har denna uppgörelse kommit att kallas "Torekovskompromissen". Huvudpunkterna i uppgörelsen är följande. Den monarkiska statsformen behålls. Statschefen får emellertid endast representativa och ceremoniella uppgifter. Han kommer att sakna all politisk makt, och riksstyrelsen förs inte längre i hans namn. Statschefen sammanträder med regeringen i kvartalskonselj som har en rent informativ karaktär. Han är ordförande i utrikesnämnden. Han förklarar riksmötet öppnat och deltar i konselj, vid vilken regeringsskifte äger rum. Han är däremot inte närvarande vid regeringens beslutssammanträden och undertecknar inte några expeditioner av regeringsbeslut. Statschefens hittillsvarande uppgifter vid regeringsbildning övertas närmast av riksdagens talman. Statschefen utfärdar inte heller några expeditioner angående statsrådens tillsättande och entledigande. Han har inte längre ställning som högste befälhavare för krigsmakten. | „ |
| – Justitieminister Lennart Geijer i Kungl Maj:ts proposition 1973:90, sid. 171 | |   |

| ”                                                                                  | Statschefens uppgifter blir av representativ och ceremoniell art. Hans person och hans namn knyts inte till beslut och åtgärder inom statslivet med politisk innebörd. I detta ser jag något positivt. Även en rent formell medverkan från statschefens sida vid tillkomsten av politiska beslut kan i vissa lägen tänkas bli en belastning för den symbolställning som statschefen bör inta. Vidare ligger det ett demokratiskt värde i att de yttre formerna i den politiska beslutsprocessen så nära som möjligt avspeglar den verkliga ansvarsfördelningen. Bestämmelser om formell medverkan från statschefens sida i ett politiskt skeende, utan att denna medverkan har något faktiskt underlag, får ofrånkomligen en fiktiv prägel som måste anses otillfredsställande från lagteknisk synpunkt och leder till att författningen blir bristfällig från informativ synpunkt. Under remissbehandlingen har en instans erinrat om nuvarande regler i RF om nyvalsförordnande och om entledigande av statsråd. Enligt dessa meddelar konungen vissa beslut, om statsministern begär det. En sådan lagteknisk utformning kunde godtas när det gällde att bringa nuvarande RF i överensstämmelse med parlamentarismens principer. Att i en ny författning använda en sådan innehållslös konstruktion är enligt min åsikt otillfredsställande. | „ |
| – Justitieminister Lennart Geijer i Kungl Maj:ts proposition 1973:90, sid. 172–173 | |   |

Statschefen har emellertid några få uppgifter kvar med koppling till de politiska organen, såsom att vara ordförande i Utrikesnämnden. Enligt regeringsformen, riksdagsordningen och sedvänja har konungen följande uppgifter:
1. ”Konungen eller drottning som enligt successionsordningen innehar Sveriges tron är rikets statschef”,[11] som sådan skall han representera Sverige och vara en samlande symbol för nationen.[12]
2. Statschefen leder den särskilda konselj som sammanträder vid regeringsskifte, men det är talmannen, inte statschefen, som utfärdar statsministerns förordnande. Om statschefen inte kan närvara leder talmannen konseljen.[13]
3. Statschefen leder dessutom de regelbundna så kallade informationskonseljerna med regeringens ledamöter. Statsministern ska hålla statschefen underrättad om rikets angelägenheter. Statschefen måste före utlandsresa konsultera statsministern.[14]
4. Statschefen öppnar riksmötet på talmannens hemställan. Om statschefen inte kan delta öppnar talmannen riksmötet.[15]
5. Statschefen är ordförande vid sammanträden med Utrikesnämnden. Utrikesnämnden utses av riksdagen och samråder med regeringen om de viktigaste utrikesfrågorna. Om statschefen inte kan närvara är statsministern nämndens ordförande.[16]
6. Statschefen är främste representant för Försvarsmakten och innehar försvarsgrenarnas högsta grader, men har varken formellt eller reellt chefskap över några förband eller enheter inom militären (bortsett från H.M. Konungens stab), och är enbart general och amiral à la suite.[17] Dessutom är kungen titulär hederschef för vissa militära enheter (Livgardet och Livregementets husarer).[18]
7. I enlighet med Wienkonventionen om diplomatiska förbindelser ackrediterar statschefen utländska ambassadörer och utfärdar också de svenska ambassadörernas kreditivbrev.
8. En framtida statschef kan välja att avge en ämbetsförklaring inför riksdagens kammare.[19] Den äldre konungaförsäkran enligt 1809 års formulär, som Carl XVI Gustaf avgav 1973, avskaffades då 1809 års regeringsform upphävdes vid årsskiftet 1974/1975.

Statsbesök som Sveriges statschef avlägger i andra länder anses ha stor betydelse för Sveriges förhållanden till omvärlden, liksom utländska statschefers besök i Sverige som statschefen är värd för.

## Statschefens ställning
Under utlandsvistelser eller i händelse av sjukdom, ersätts kungen av en tillfällig riksföreståndare. Såsom sådan fungerar i första hand en medlem av kungahuset som fyllt 18 år och är arvsberättigad till tronen. Om inte någon arvsberättigad medlem av kungahuset kan tjänstgöra, utses en tillfällig riksföreståndare av riksdagen. Om inte någon annan behörig kan tjänstgöra som riksföreståndare, fungerar riksdagens talman som tillfällig riksföreståndare.
Kungen har allmän åtalsimmunitet:
| ”                            | Konungen eller drottning som är statschef kan inte åtalas för sina gärningar. En riksföreståndare kan inte åtalas för sina gärningar som statschef. Lag 2010:1408 | „ |
| – Regeringsformen 5 kap 8 §. | |   |

En svensk monark kan följaktligen inte åtalas för sina gärningar. Monarken kan dock fortfarande ställas inför rätta i civilrättsliga frågor. Förändringar av statschefens ställning kan endast ske genom en grundlagsändring, det vill säga genom två riksdagsbeslut med mellanliggande riksdagsval.
| ”                          | Om gärning som avses i 3–5 kap. innebär förgripelse mot Konungen eller annan medlem av konungahuset eller mot den som i egenskap av riksföreståndare fullgör statschefens uppgifter, må dömas till fängelse i högst fyra år, om å brottet eljest kan följa fängelse i högst sex månader, och i högst sex år, om å brottet eljest kan följa fängelse i mer än sex månader men högst fyra år. Lag (1974:565). | „ |
| – Brottsbalken 18 kap 2 §. | |   |

Förgripelse mot konungen och medlemmar konungahuset enligt Brottsbalkens kapitel 3 (om brott mot liv och hälsa), kapitel 4 (om brott mot frihet och frid) samt kapitel 5 (om ärekränkning) ges en särställning i svensk straffrätt. Allmän åklagare får dock enligt 8 § i samma kapitel inte inleda åtal utan regeringens förordnande såvida någon inte avlidit till följd av gärningen. Detta strider, beträffande ärekränkningsbrotten, mot den allmänna regeln om att sådana brott kan åtalas av målsägande.
Kungahuset finansieras med anslag som beslutas av riksdagen och som härrör från skattemedel. Anslagen till Kungliga hovstaterna kallas för apanage. Anslagen – exklusive de som avser drift och underhåll av de kungliga slotten som går på separat budget – uppgick år 2005 till 48 miljoner kronor, och år 2018 till 125 miljoner kronor.
Kungen är numera skyldig att betala skatt och i likhet med andra svenskar har kungen och hans familj rösträtt; av hävd och som en konsekvens av den opolitiska hållningen brukar de emellertid avstå från att använda denna rätt. Det finns visserligen ingen regel om att kungen inte får uttala sig i politiska frågor, men en väletablerad och okodifierad norm inom svensk politik (Torekovskompromissen) innebär att han inte offentligt tar ställning i samhällsfrågor med partipolitisk laddning. När kungen eller drottningen (hans maka) har gjort uttalanden i samhällsfrågor har detta ofta lett till negativ kritik i media, dock utan någon större effekt på deras popularitet, enligt mätningar som har gjorts vid dessa tillfällen.

## Symboler och titlar
| Konungens flagga med det stora riksvapnet, kungens vapen, i mitten. Proportioner: 1:2. |  | Erik XIV:s krona. |
| Konungens flagga med det stora riksvapnet, kungens vapen, i mitten. Proportioner: 1:2. |  | Erik XIV:s krona. |

### Regalier
De främsta symbolerna för den kungliga värdigheten är regalierna. Den svenske monarkens fem riksregalier har sedan Erik XIV:s kröning 1561 varit:
- Kronan
- Spiran
- Äpplet
- Svärdet
- Nyckeln

Regalier för övriga medlemmar av kungahuset inkluderar drottningkronan, tronföljarkronan samt ett antal prins- och prinsesskronor. Dessa nationalskatter, och många andra föremål som tidigare använts som regalier, förvaras i Skattkammaren på Stockholms slott. De tas fram vid viktiga kungliga ceremonier som dop, bröllop och begravningar.
Utöver regalierna utgör även den Kungliga manteln i purpur ett värdighetstecken. Detsamma gäller för prinsar och prinsessor som har furstliga mantlar i blått.

### Kungliga slott och bostäder

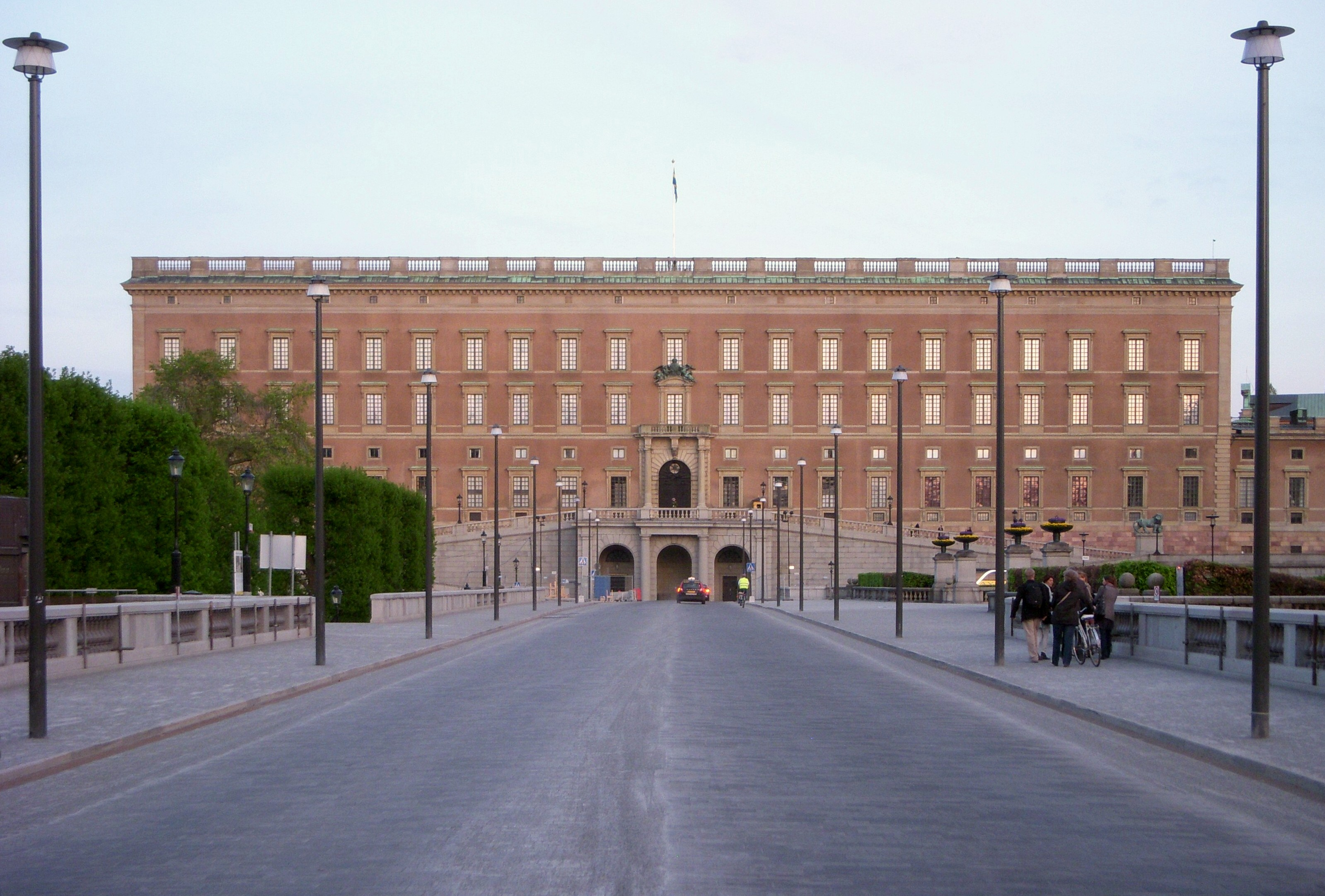
Kungliga slottet
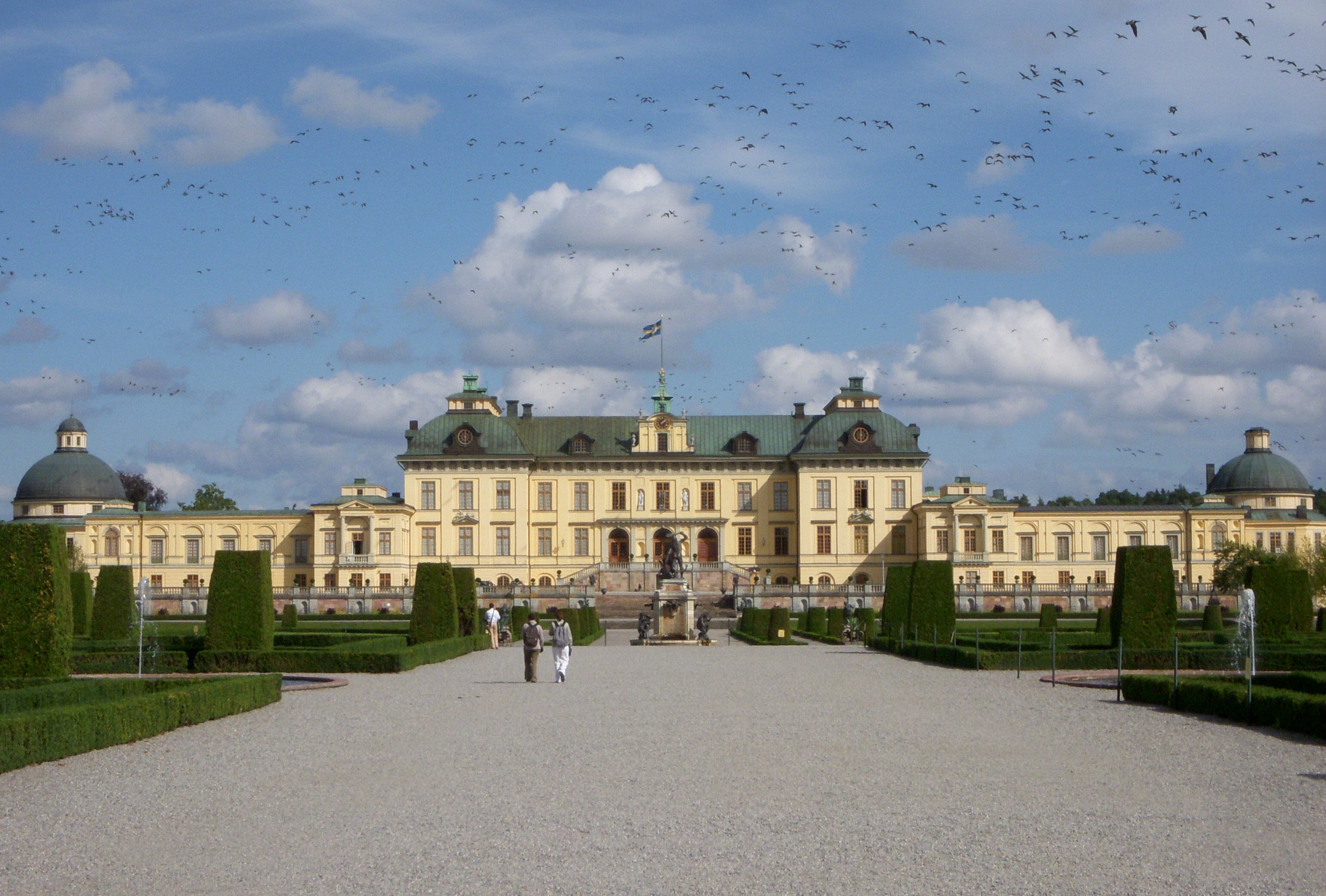
Drottningholms slott (kungaparets bostad sedan 1981)
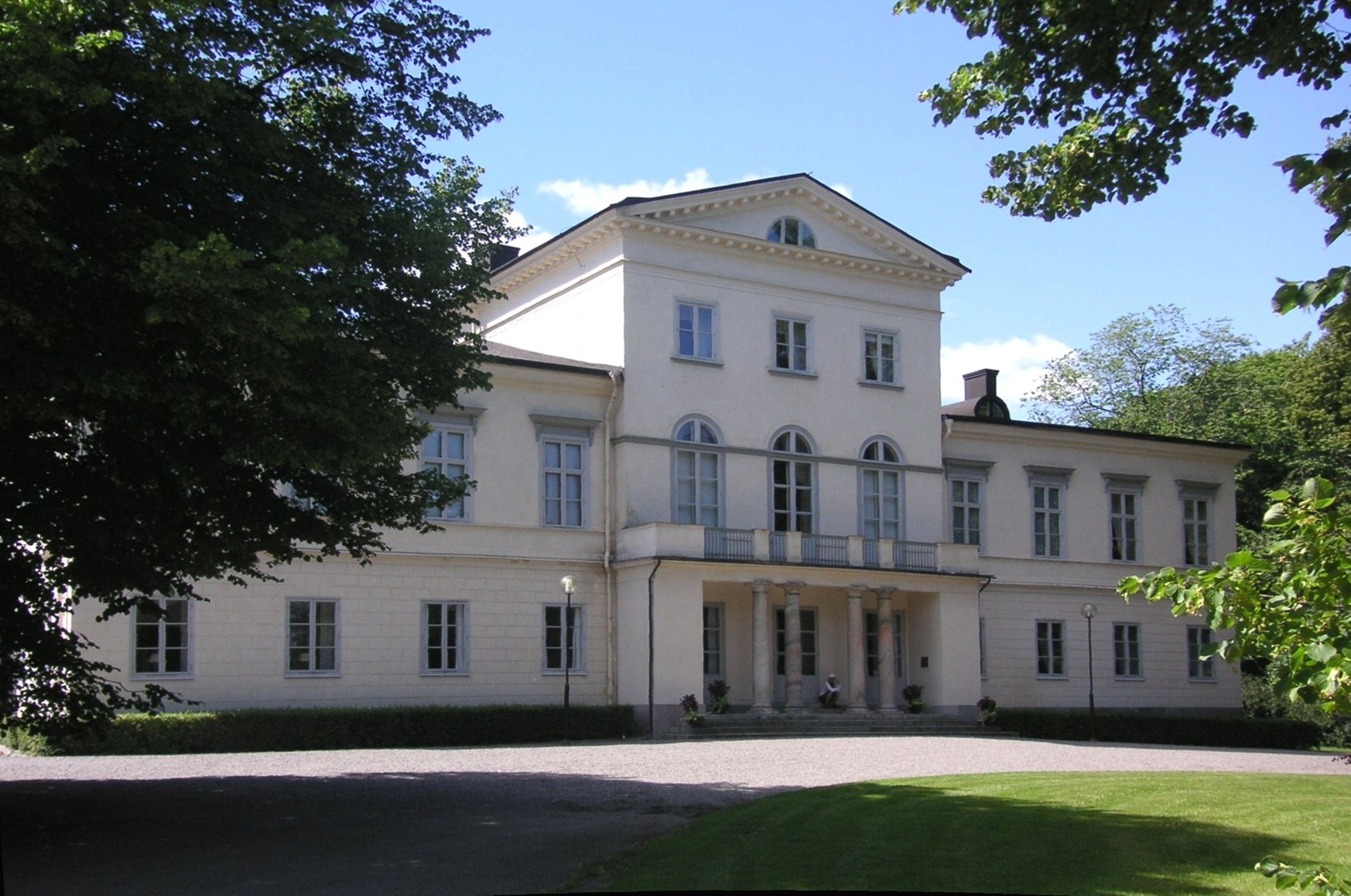
Haga slott (kronprinsessparets bostad sedan 2010)
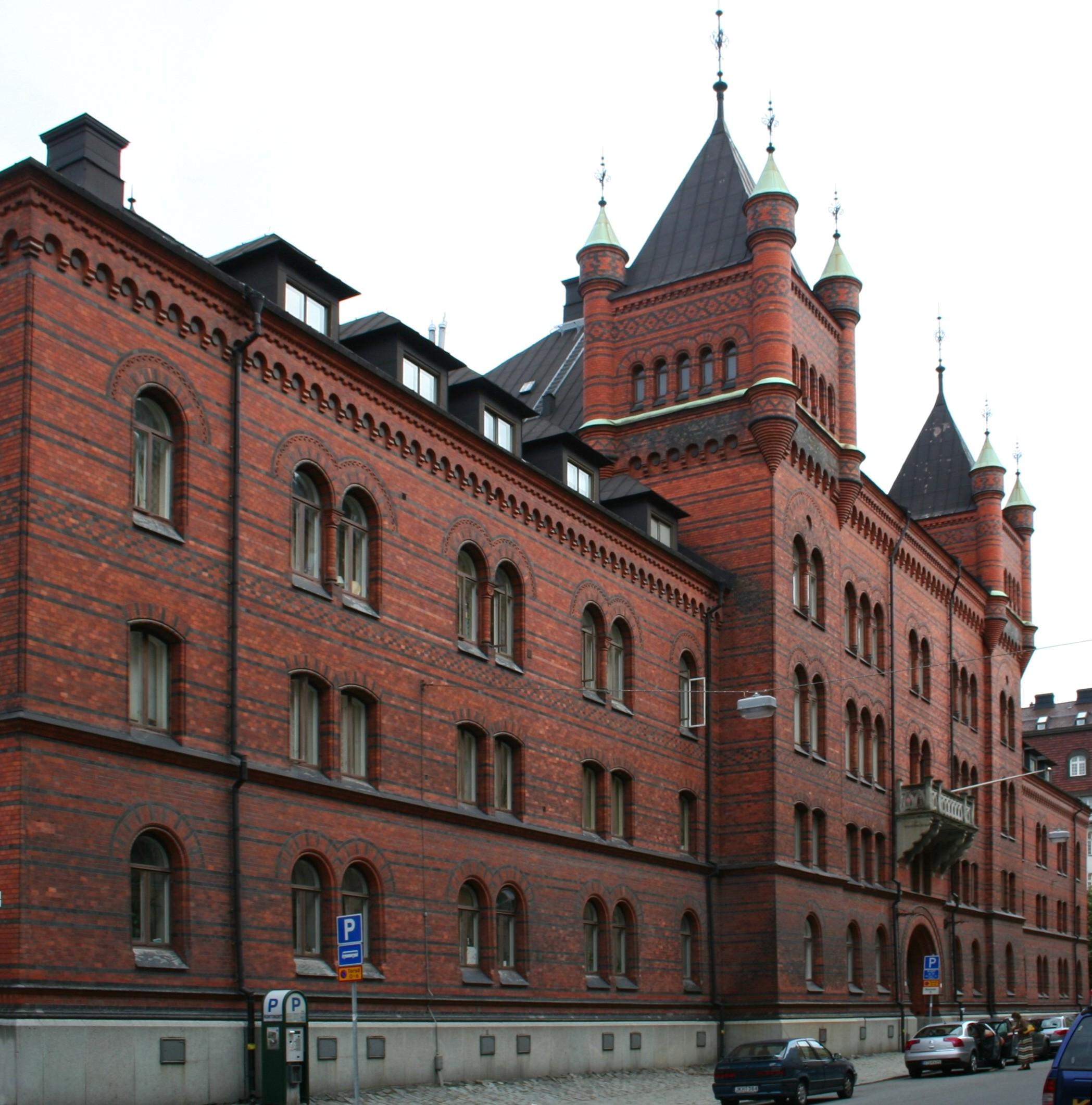
Hovstallet (innehåller lägenheter)
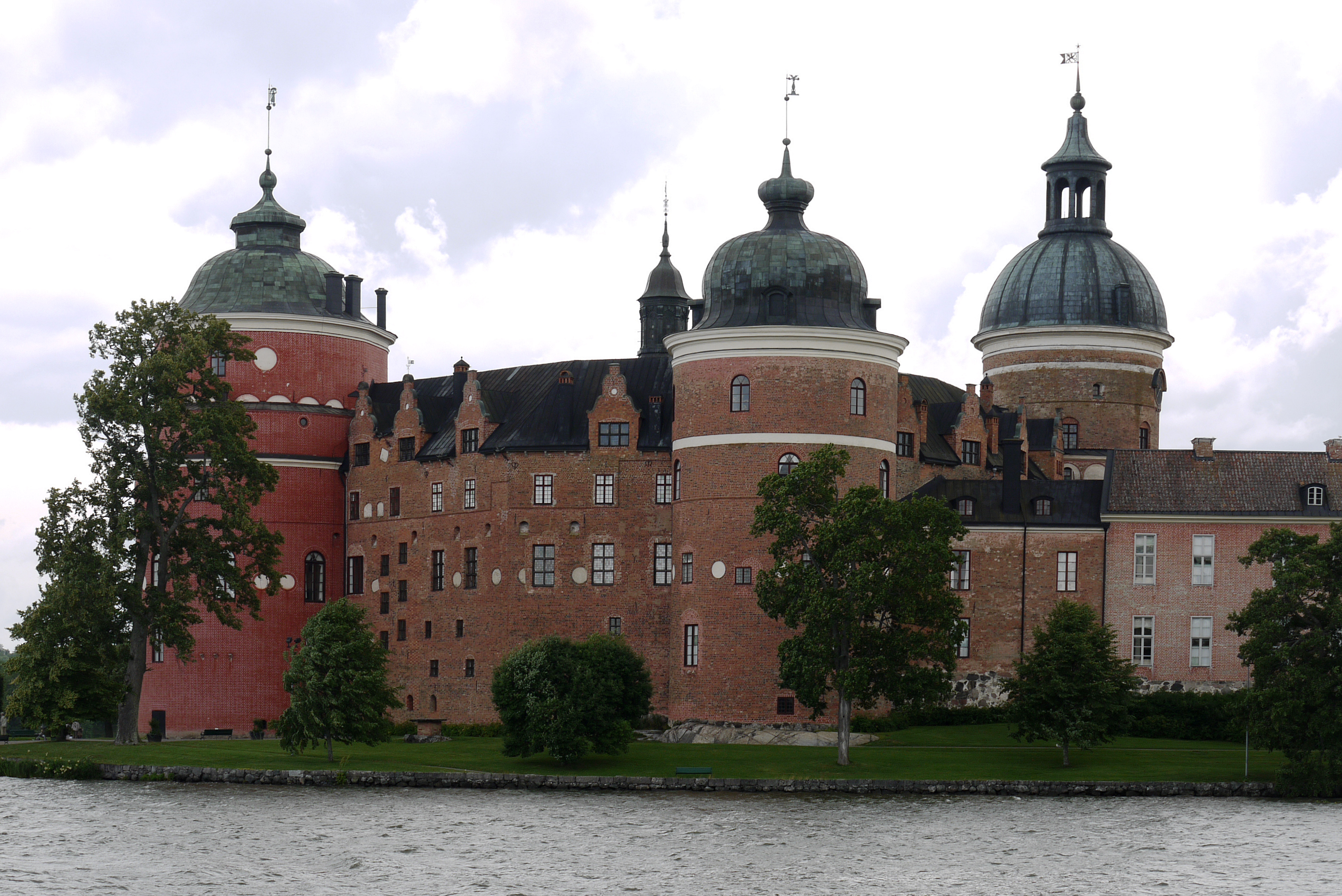
Gripsholms slott
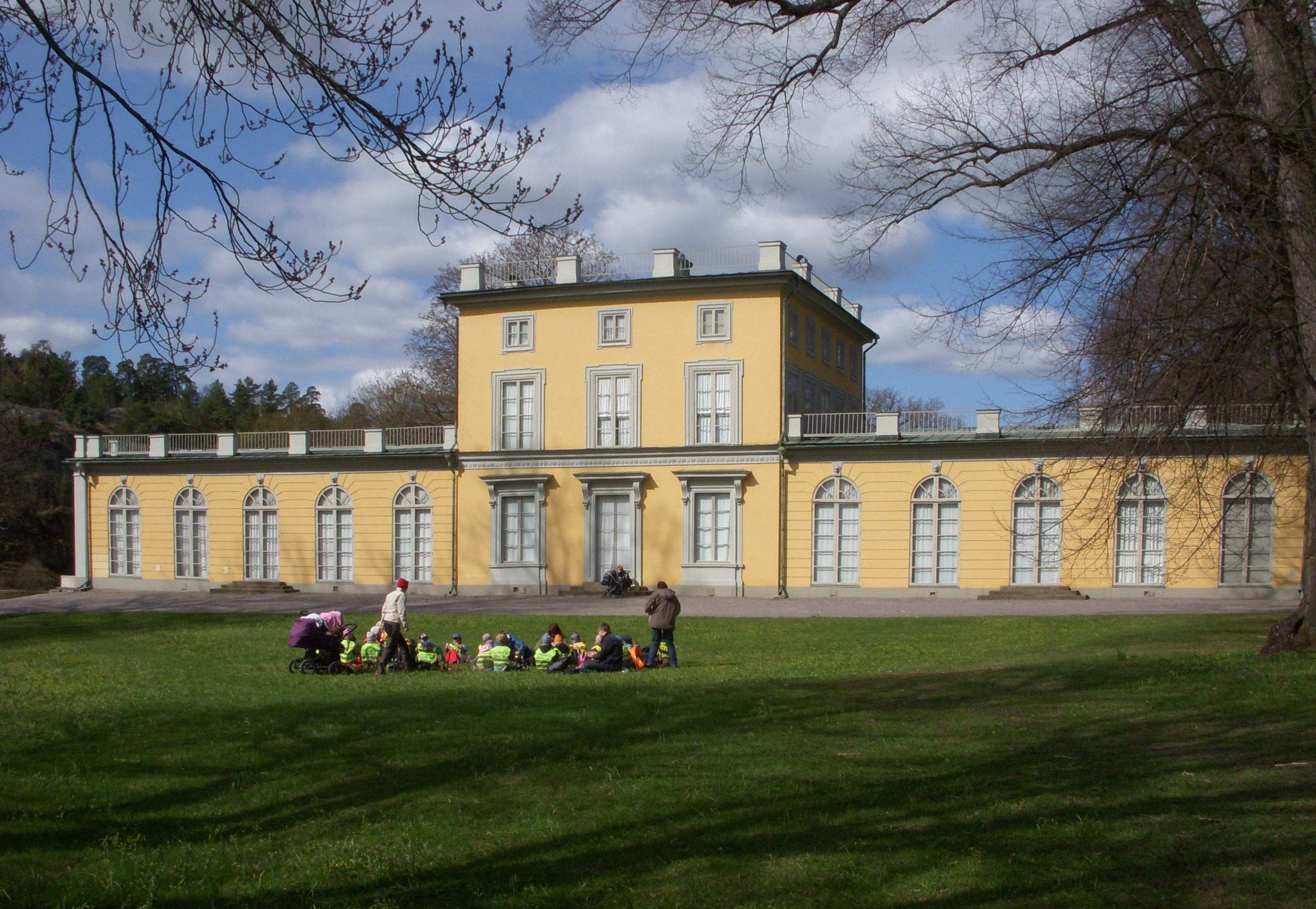
Gustav III:s paviljong
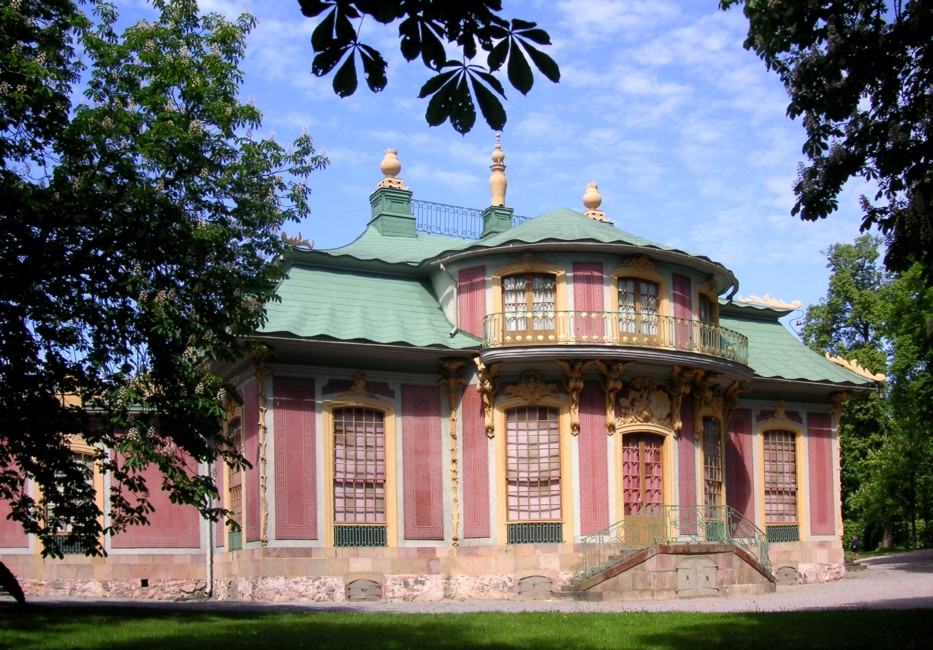
Kina slott
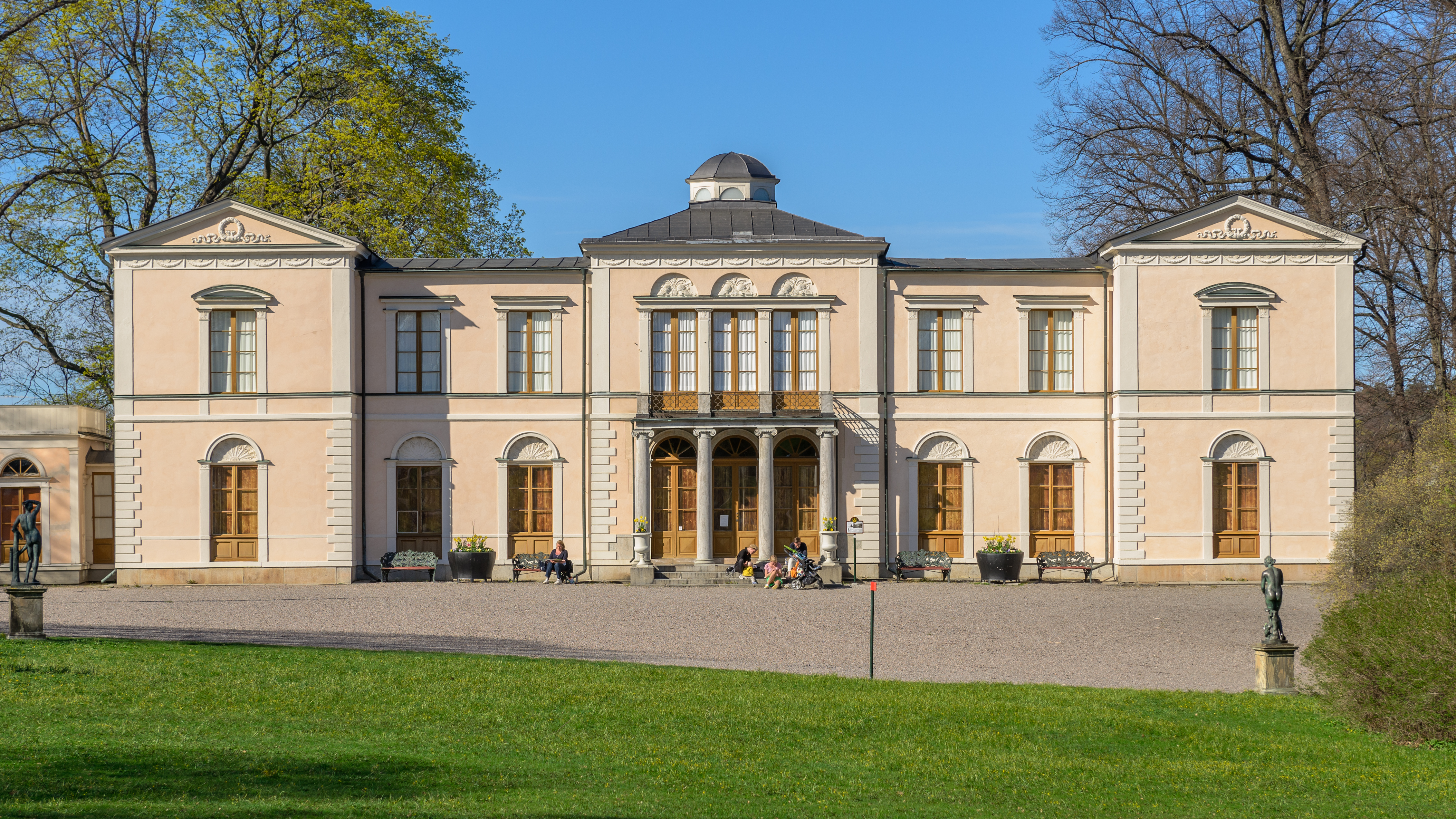
Rosendals slott
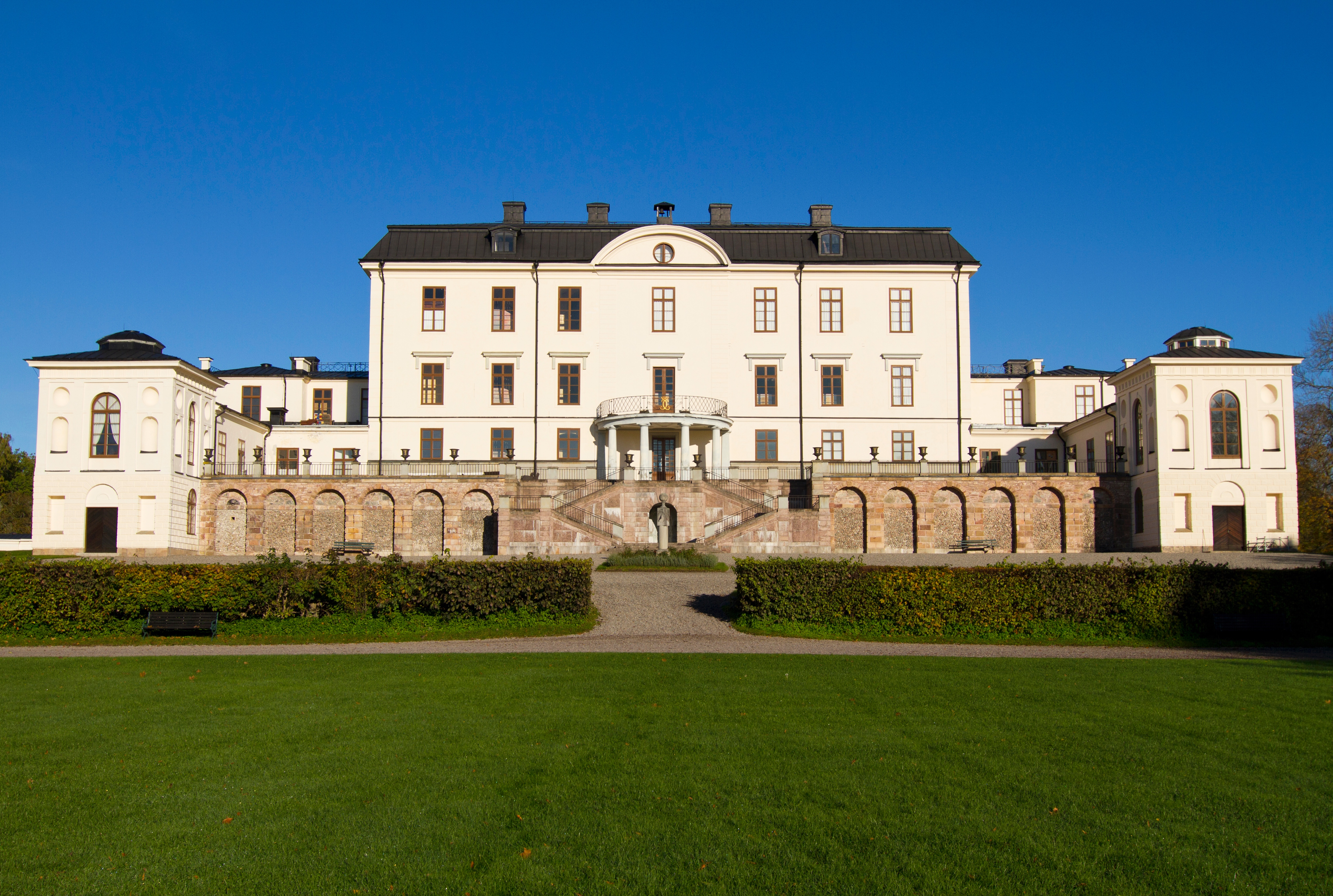
Rosersbergs slott
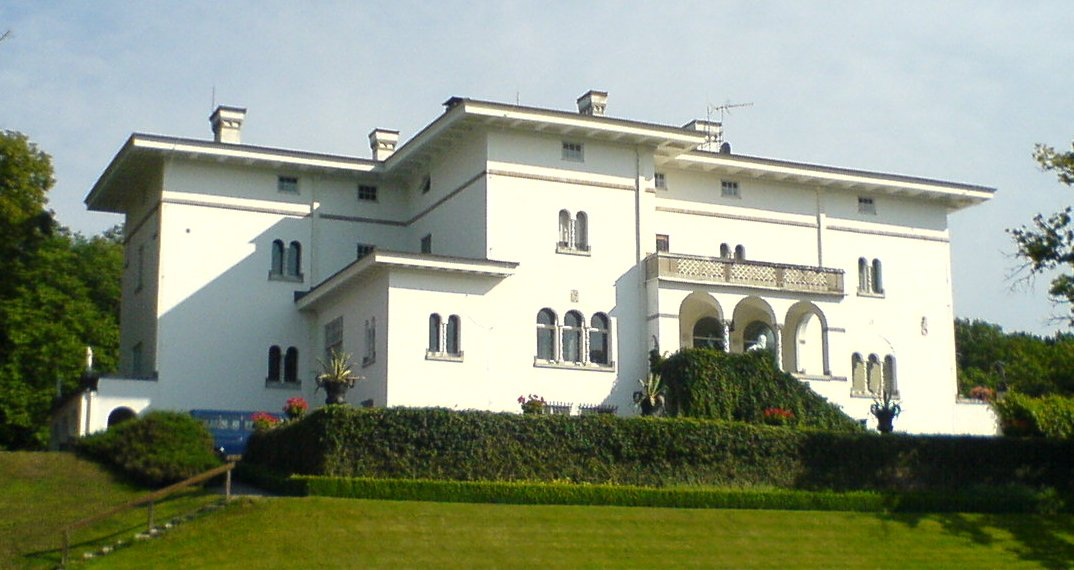
Solliden (kungens privategendom)
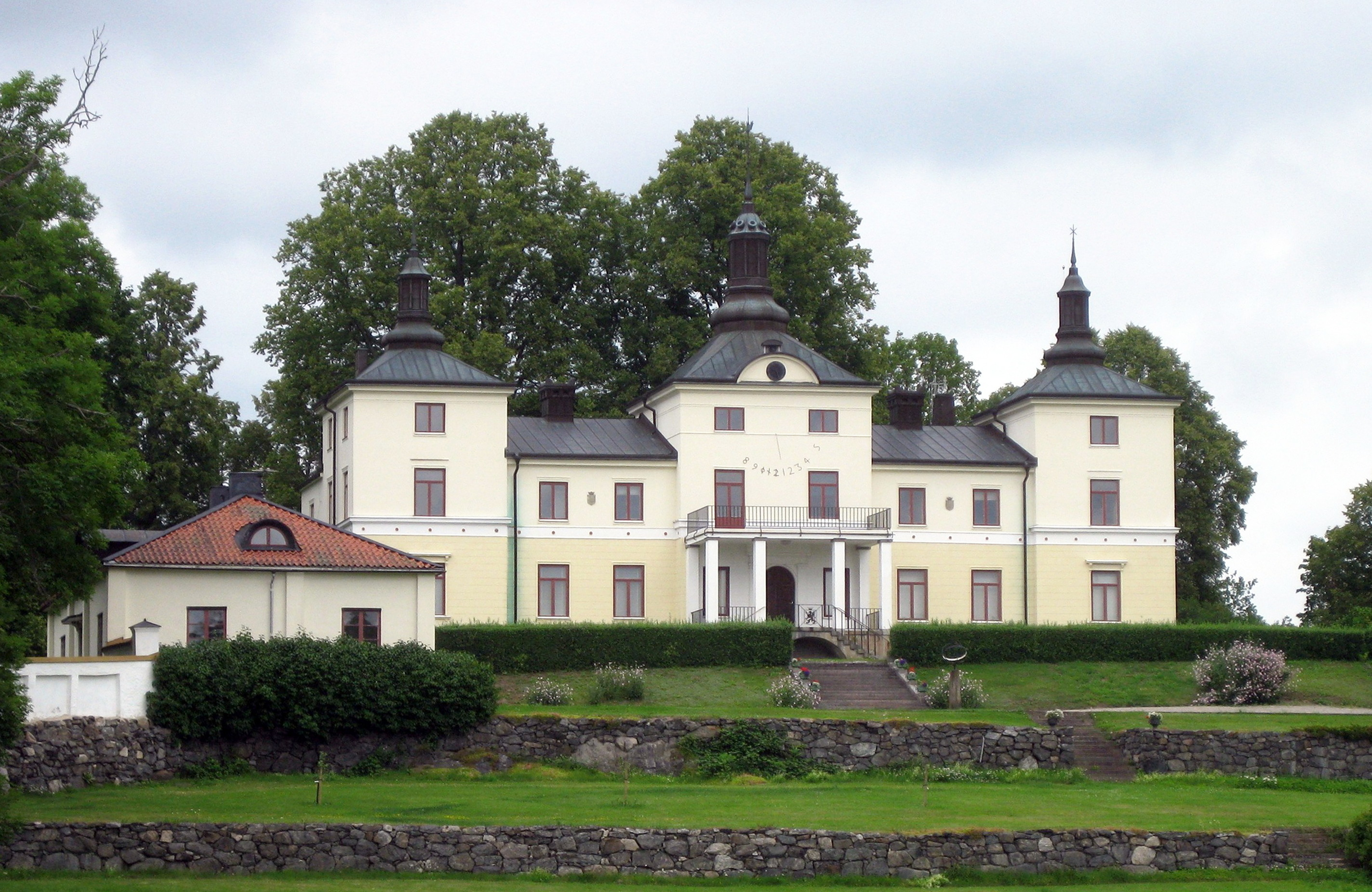
Stenhammars slott (jordbruksegendom som arrenderas av kungen)
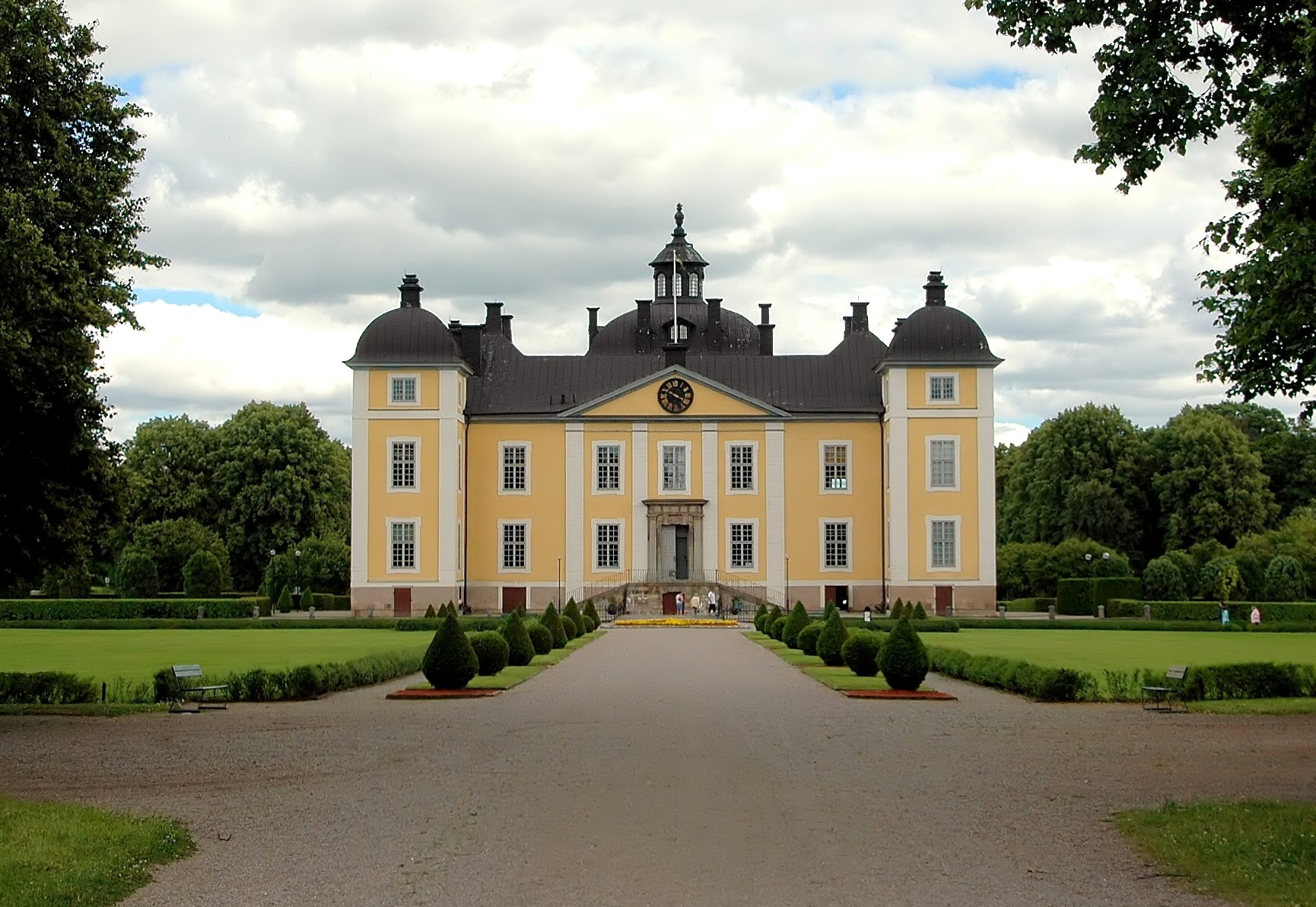
Strömsholms slott
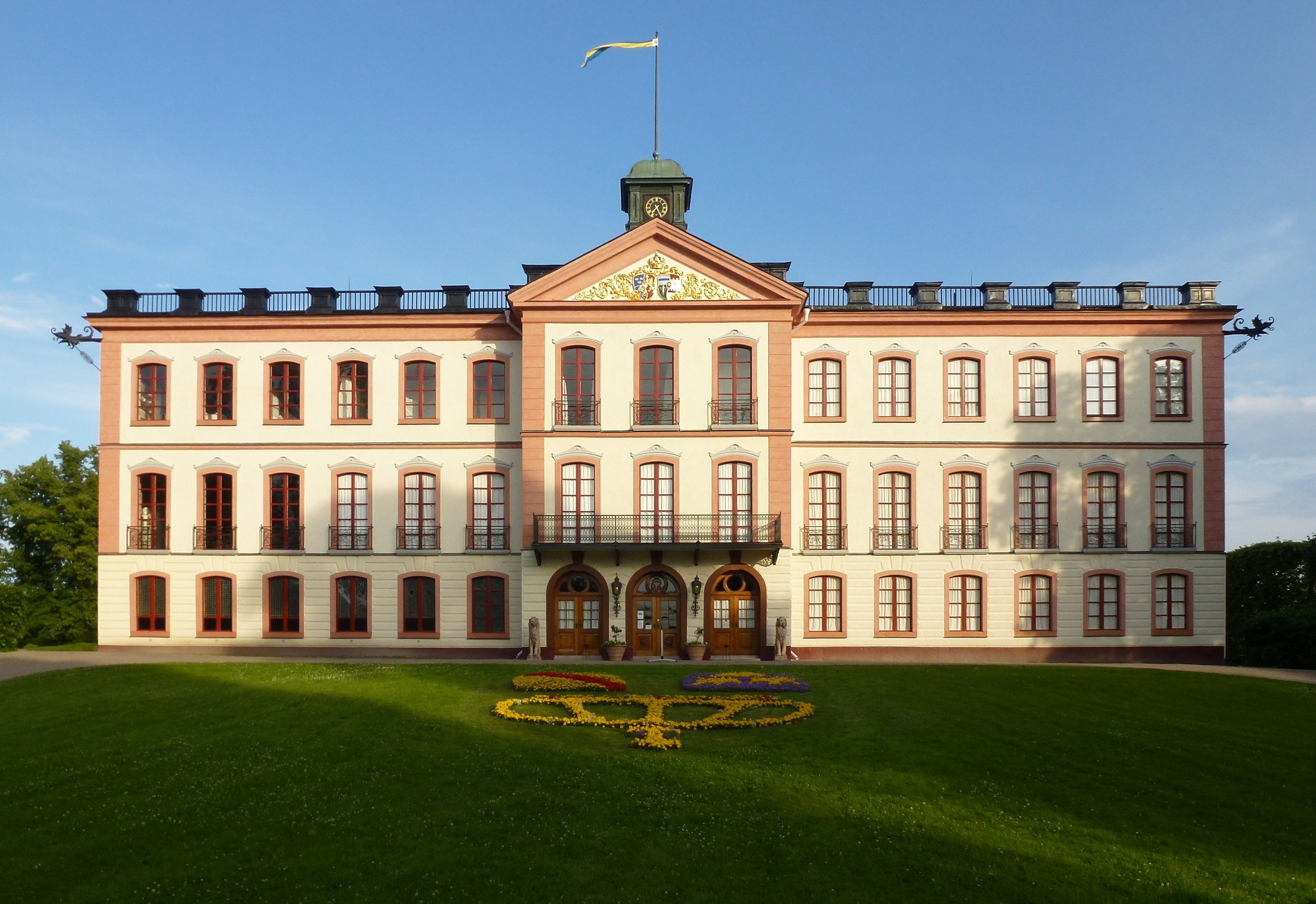
Tullgarns slott
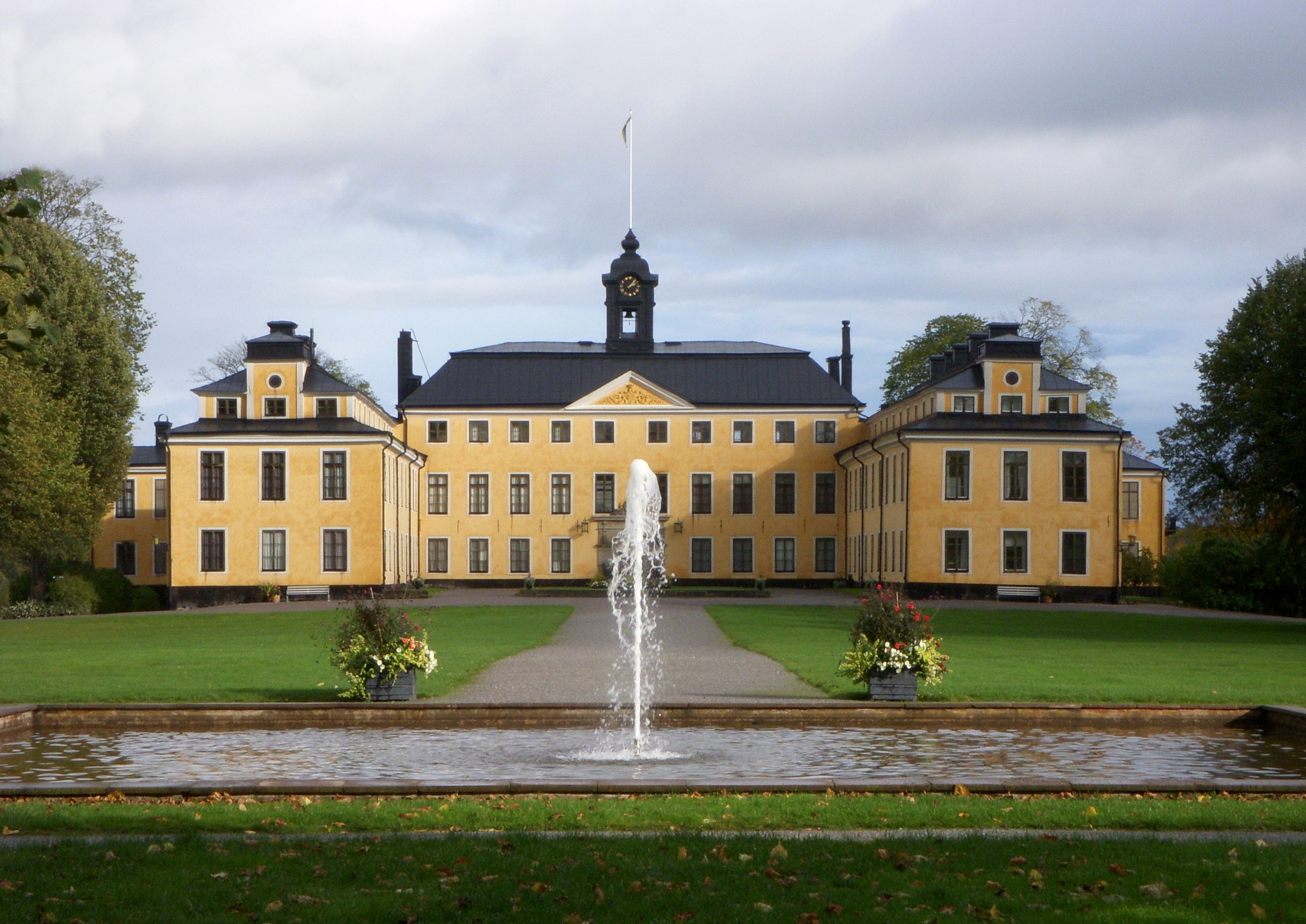
Ulriksdals slott

### Tronstolar

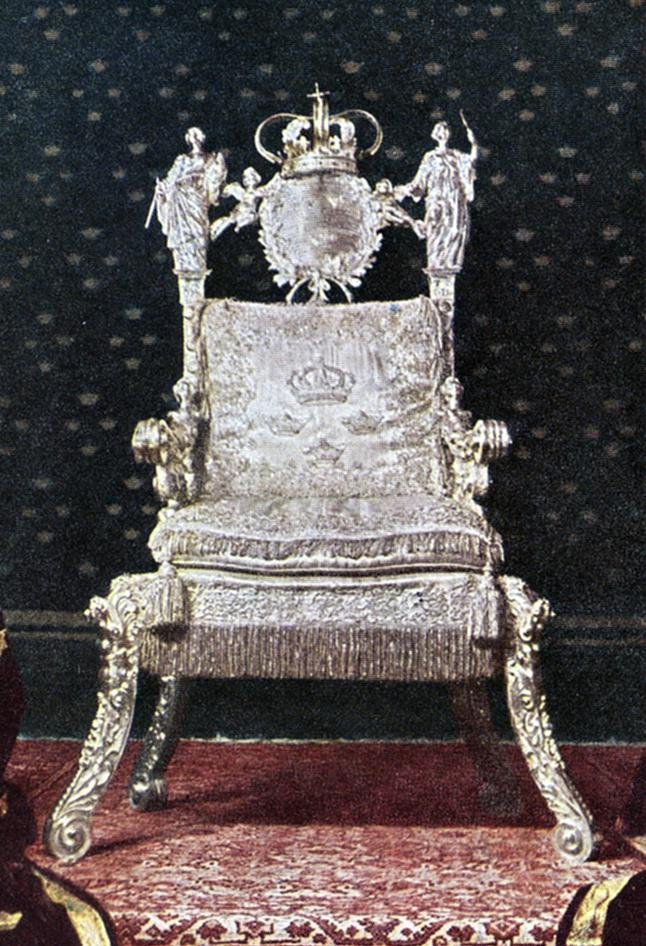
Silvertronen var en gåva (1650) från Magnus Gabriel de la Gardie till drottning Kristina.

Ett flertal olika tronstolar har använts av svenska monarker, varav ett litet antal ännu finns i behåll. Den tronstol som sedan år 1651 oftast använts, såväl under officiella ceremonier på slott, som vid kröningar, är Drottning Kristinas silvertron.

### Vapen
Sveriges stora riksvapen är även monarkens personliga vapen. Andra medlemmar av kungahuset bär modifierade versioner av det stora riksvapnet. Hjärtskölden i det stora riksvapnet är den kungliga ätten Bernadottes vapen. I ingifta medlemmars vapen byts denna ut mot det egna vapnet. Både monarken och drottningsgemålen använder den heraldiska kungakronan som rangkrona, och har som vapenmantel den kungliga manteln i purpur.
Prinsar och prinsessor har som vapenmantel istället den furstliga manteln i blått.

### Titel

Kungens personliga kommandotecken.

En förenklad titel som tidvis användes i mindre formella sammanhang var Rex Sveciae eller Sveriges konung. Den traditionella, fullständiga titeln för den svenska monarken har varit: med Guds Nåde Sveriges, Götes och Vendes Konung eller, översatt till latin: Dei Gratia Suecorum, Gothorum et Vandalorumque Rex. Rex Suecorum betydde "svears konung" och avsåg svenskar (svear), inte Sverige. Det kan jämföras med belgarnas konung idag, liksom med den historiska titeln "fransmännens konung" använd av kung Ludvig Filip I i Frankrike på 1800-talet. Det fanns olika varianter av Suecorum som användes i titeln vid olika tillfällen. De var: ”Svionum”, ”Sveonum” eller "Sveorum".
Denna traditionella fullständiga titel hade använts sedan etablerandet av det svenska arvkungadömet år 1544. Exempelvis började titeln Vendes konung användas då. Titeln Götes konung går tillbaka till Magnus Ladulås och Erik den helige och även titeln Svea konung ("svears konung") härrör sig från den tidsperioden. Den senare titeln ändrades på 1500-talet till Sveriges konung, och ofta användes enbart den titeln som en förkortad titel. Kung Carl XVI Gustaf valde vid sitt tillträde år 1973 att formellt byta till denna förkortade och enkla titel och avslutade därmed den gamla traditionen med ”Guds Nåde” och ”Götes” och ”Vendes”. Detta var i analogi med vad drottning Margrethe II gjorde vid sitt trontillträde året före i Danmark.
Under den Pfalziska ätten ingick följande i den svenske kungatitulaturen: Storfurste till Finland, Hertig uti Skåne, Estland, Livland, Karelen, Bremen, Verden, Stettin, Pommern, Kassuben och Wenden, Furste till Rügen, Herre över Ingermanland och Wismar; så ock Pfalzgreve vid Rhen, i Bayern, till Jülich, Kleve och Berg Hertig.
Under Holstein-Gottorpska ätten användes följande titlar: Storfurste till Finland, Arvinge till Norge, Hertig till Schleswig-Holstein, Stormarn och Dithmarschen, Greve till Oldenburg och Delmenhorst, etc.etc.
När Norge efter Napoleonkrigen kom att ingå i en personalunion med Sverige lades Norges konung till i kungatiteln. I äldre svensk stavning var titeln då ”Sweriges, Norriges, Göthes och Wendes Konung”. Norges konung försvann i och med unionsupplösningen 1905.

## Opinion och frågan om republik

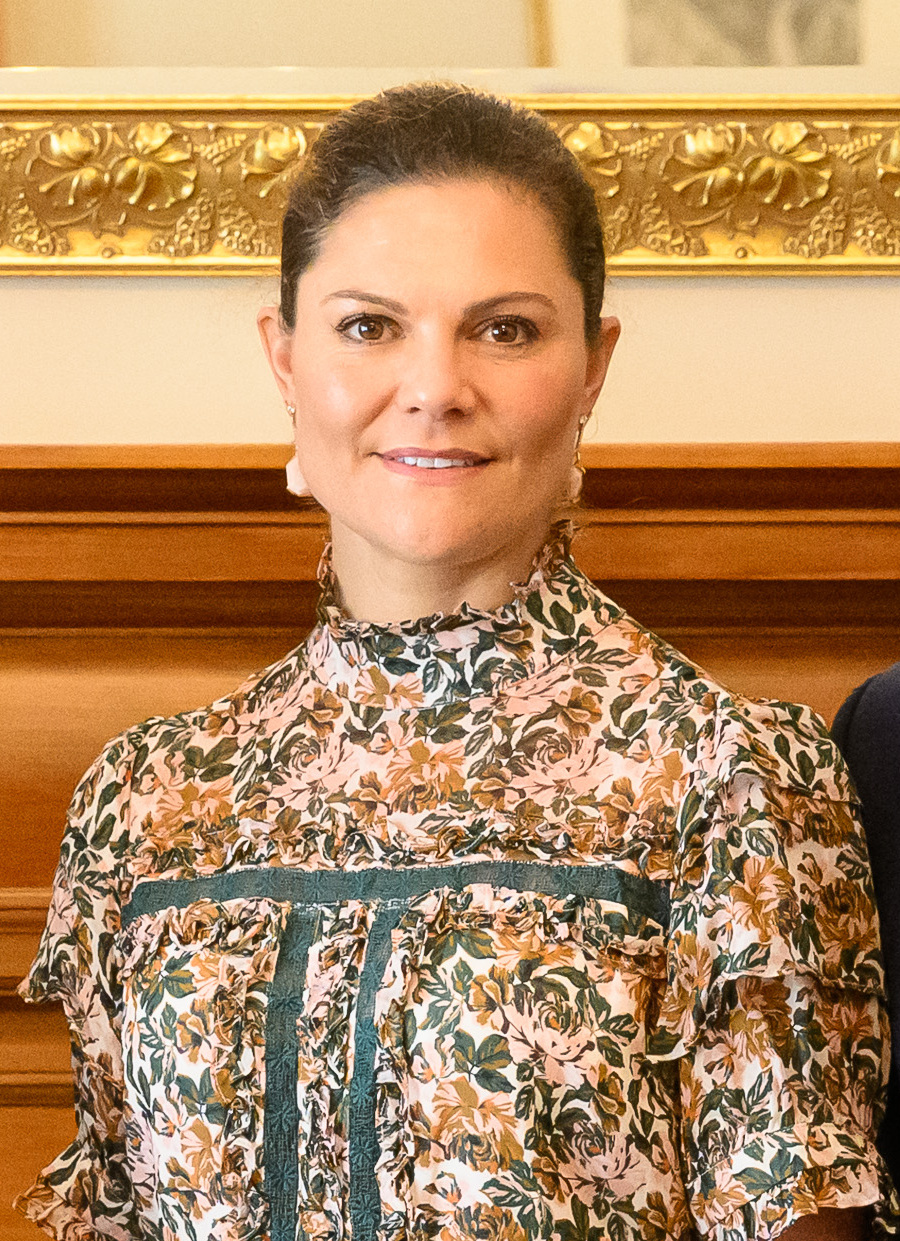
Kronprinsessan Victoria är Sveriges tronföljare.

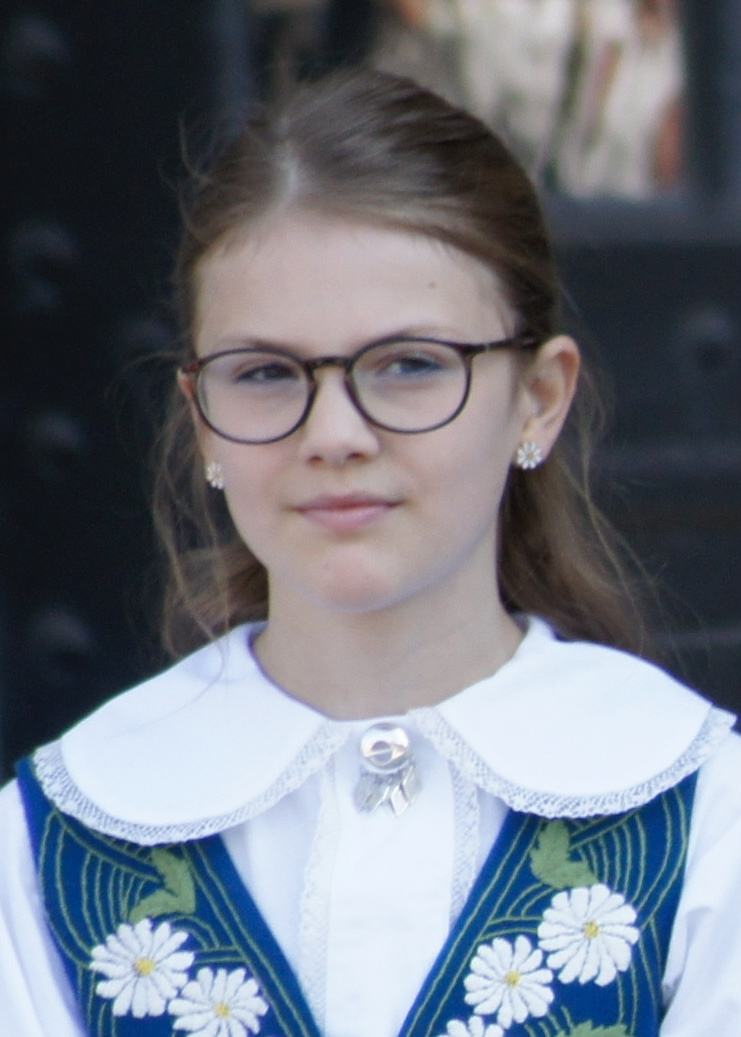
Prinsessan Estelle är på andra plats i tronföljden.

Den svenska grundlagen anses vara skriven på ett sådant sätt att republik kan införas ”genom ett penndrag”. Med det menas att kungamakten skulle kunna avskaffas utan att några större förändringar i Sveriges statsskick skulle behöva göras, exempelvis genom att kungens formella uppgifter tas över av riksdagens talman.[källa behövs]
Det finns tre riksdagspartier, Socialdemokraterna, Miljöpartiet och Vänsterpartiet, som vill att Sverige blir en republik. En majoritet för ett sådant förslag finns dock inte i Sveriges riksdag, då merparten av ledamöterna och partierna vill bevara monarkin. Vänsterpartiet är det enda parti som återkommande lägger motioner i riksdagen om att avskaffa monarkin. Socialdemokraterna avstår från att driva införandet av republik på grund av dels att frågan ses som mindre viktig, dels den klara majoritet som enligt flera opinionsundersökningar vill behålla monarkin som statsskick. 2010 uppmärksammade dock Forskningsgruppen för Samhälls- och informationsstudier (FSI) hur stödet för kungahuset och monarkin försvagats kontinuerligt sedan 1996. En annan organisation som vill avskaffa monarkin i Sverige är Republikanska föreningen. 
2014 tog Hotell- och restaurangfacket som första fackförbund i Sverige ett beslut att verka för monarkins avskaffande och införandet av republik.
Det finns även några monarkistiska organisationer, såsom Rojalistiska föreningen.
Grunddragen i meningsskiljaktigheterna är å ena sidan, att ärftligheten som enda grundval för tillsättning av befattningen som statschef är alldeles oförenlig med demokrati, och å andra sidan, att personer som uppfostras för att fylla befattningen är lämpligast, samt att statsskicket ter sig demokratiskt så länge det har folkets stöd i tillförlitliga opinionsmätningar.
I en opinionsundersökning från Sifo strax efter det uppmärksammade statsbesöket i Brunei 2004 ville 72 procent av de tillfrågade behålla monarkin, medan 16 procent ville införa republik.

## Tronföljdsordning
Successionsordningen reglerar tronföljden som är den turordning i vilken det kungliga ämbetet skall föras vidare när företrädaren avlider, avsätts eller abdikerar (avgår). Till skillnad från 1809 års regeringsform – den som gällde fram till 1975 – behöver riksdagen inte utse ett nytt kungahus, om ätten Bernadotte skulle dö ut. Om kungahuset utslocknar måste riksdagen utse en riksföreståndare och en vice riksföreståndare så att riksdagen kan få rådrum för att ta ställning till den framtida statsformen, om det ska vara ett nytt kungahus eller en annan typ av statsskick.
- Nuvarande ämbetsinnehavare: Konung Carl XVI Gustaf (sedan 15 september 1973), född 1946.

1. Kronprinsessan Victoria, Hertiginnan av Västergötland, Konungens förstfödda barn (1977)
2. Prinsessan Estelle, Hertiginnan av Östergötland, Kronprinsessans förstfödda barn (2012)
3. Prins Oscar, Hertigen av Skåne, son till Kronprinsessan, född 2016
4. Prins Carl Philip, Hertigen av Värmland, son till Konungen, född 1979
5. Prins Alexander, Hertigen av Södermanland, son till Konungens son, född 2016
6. Prins Gabriel, Hertigen av Dalarna, son till Konungens son, född 2017
7. Prins Julian, Hertigen av Halland, son till Konungens son, född 2021
8. Prinsessan Ines, Hertiginnan av Västerbotten, dotter till Konungens son, född 2025
9. Prinsessan Madeleine, Hertiginnan av Hälsingland och Gästrikland, dotter till Konungen, född 1982
10. Prinsessan Leonore, Hertiginnan av Gotland, dotter till Konungens andra dotter, född 2014
11. Prins Nicolas, Hertigen av Ångermanland, son till Konungens andra dotter, född 2015
12. Prinsessan Adrienne, Hertiginnan av Blekinge, dotter till Konungens andra dotter, född 2018